# Cheap Thrills
Cheap Thrills – drugi studyjny album zespołu Big Brother and the Holding Company i jednocześnie ostatni z Janis Joplin jako głównej wokalistki. Wydany w 1968 roku.

## O albumie
Wydany latem 1968 roku, album osiągnął pierwszą pozycję na liście Billboard i pozostał na tym miejscu przez osiem tygodni. Ogromną popularnością cieszył się także singiel z powyższego albumu, Piece of my Heart. Cheap Thrills został uznany najlepszym albumem 1968 roku oraz zajął 338 pozycję w rankingu 500 najlepszych albumów wszech czasów magazynu Rolling Stone. Jest również jednym z "1001 albumów, które musisz odsłuchać przed śmiercią".

Początkowo album miał być nazwany Sex, Dope and Cheap Thrills, lecz ta decyzja nie uzyskała aprobaty wytwórni.

## Lista utworów
1. „Combination of the Two” (na żywo) – 5:47
2. „I Need a Man to Love” (na żywo) – 4:54
3. „Summertime” – 4:00
4. „Piece of my Heart” – 4:15
5. „Turtle Blues” – 4:22
6. „Oh, Sweet Mary” – 4:16
7. „Ball and Chain” (na żywo) – 9:37

Reedycja albumu z 1999 roku
1. „Roadblock” (outtake) – 5:33
2. „Flower in the Sun” (outtake) – 3:05
3. „Catch Me Daddy” (na żywo) – 5:31
4. „Magic of Love” (na żywo) – 3:58

## Twórcy
- Janis Joplin – wokal
- Peter Albin – bas, gitara
- Sam Andrew – bas, gitara, aranżer, autor tekstów
- David Getz – pianino, perkusja
- John Simon – pianino, producent